# Hakob Archakian
Hakob Archakian (né le 16 avril 1985) est un homme politique arménien, actuel vice-président de l'Assemblée nationale d'Arménie et ancien ministre des Hautes technologies.

## Biographie
Hakob Archakian sert deux ans au sein des Forces armées arméniennes. Ensuite, il obtient une licence et un master à l'Université d'État d'ingénierie d'Arménie.
En 2015, il est l'un des membres fondateurs du parti Contrat civil, il devient ensuite membre du conseil d'administration en 2019.
Le 12 mai 2018, lors de la formation du premier gouvernement de Nikol Pachinian, il est nommé premier vice-ministre des Transports, des Communications et des Technologies de l'information.
Lors du remaniement d'octobre 2018 de ce même gouvernement, il est nommé ministre.
Lors du remaniement en juin 2019 du second gouvernement, il est nommé Ministre des Hautes technologies.
Il est impliqué dans une polémique après avoir agressé au visage et endommager l'ordinateur d'un journaliste du site Irakanum.am dans un restaurant à Erevan. Il démissionne le 31 mars 2021, deux semaines après les faits.
Il est élu député lors des élections législatives arméniennes de 2021, il est ensuite élu le 4 août 2021 en tant que vice-président de l'Assemblée nationale d'Arménie.